# Guilhadeses
Guilhadeses é uma povoação portuguesa do Município de Arcos de Valdevez que foi sede da extinta Freguesia de Guilhadeses, freguesia que tinha 2,99 km² de área e 1 119 habitantes (2011), e, por isso, uma densidade populacional de 374,2 hab/km².
A Freguesia de Guilhadeses foi extinta em 2013, no âmbito de uma reforma administrativa nacional, tendo sido agregada à freguesia de Santar, para formar uma nova freguesia denominada União das Freguesias de Guilhadeses e Santar da qual é sede.

## População
| População da freguesia de Guilhadeses | População da freguesia de Guilhadeses | População da freguesia de Guilhadeses | População da freguesia de Guilhadeses | População da freguesia de Guilhadeses | População da freguesia de Guilhadeses | População da freguesia de Guilhadeses | População da freguesia de Guilhadeses | População da freguesia de Guilhadeses | População da freguesia de Guilhadeses | População da freguesia de Guilhadeses | População da freguesia de Guilhadeses | População da freguesia de Guilhadeses | População da freguesia de Guilhadeses | População da freguesia de Guilhadeses |
| ------------------------------------- | ------------------------------------- | ------------------------------------- | ------------------------------------- | ------------------------------------- | ------------------------------------- | ------------------------------------- | ------------------------------------- | ------------------------------------- | ------------------------------------- | ------------------------------------- | ------------------------------------- | ------------------------------------- | ------------------------------------- | ------------------------------------- |
| 1864                                  | 1878                                  | 1890                                  | 1900                                  | 1911                                  | 1920                                  | 1930                                  | 1940                                  | 1950                                  | 1960                                  | 1970                                  | 1981                                  | 1991                                  | 2001                                  | 2011                                  |
| 450                                   | 505                                   | 454                                   | 511                                   | 587                                   | 582                                   | 602                                   | 673                                   | 743                                   | 773                                   | 756                                   | 735                                   | 780                                   | 969                                   | 1 119                                 |

| Distribuição da População por Grupos Etários | Distribuição da População por Grupos Etários | Distribuição da População por Grupos Etários | Distribuição da População por Grupos Etários | Distribuição da População por Grupos Etários | Distribuição da População por Grupos Etários | Distribuição da População por Grupos Etários | Distribuição da População por Grupos Etários | Distribuição da População por Grupos Etários | Distribuição da População por Grupos Etários |
| -------------------------------------------- | -------------------------------------------- | -------------------------------------------- | -------------------------------------------- | -------------------------------------------- | -------------------------------------------- | -------------------------------------------- | -------------------------------------------- | -------------------------------------------- | -------------------------------------------- |
| Ano                                          | 0-14 Anos                                    | 15-24 Anos                                   | 25-64 Anos                                   | > 65 Anos                                    |                                              | 0-14 Anos                                    | 15-24 Anos                                   | 25-64 Anos                                   | > 65 Anos                                    |
| 2001                                         | 150                                          | 138                                          | 475                                          | 206                                          |                                              | 15,5%                                        | 14,2%                                        | 49,0%                                        | 21,3%                                        |
| 2011                                         | 182                                          | 101                                          | 561                                          | 275                                          |                                              | 16,3%                                        | 9,0%                                         | 50,1%                                        | 24,6%                                        |